# Rictichneumon curtiventris
Rictichneumon curtiventris är en stekelart som först beskrevs av Maurice Pic 1908.  Rictichneumon curtiventris ingår i släktet Rictichneumon och familjen brokparasitsteklar. Utöver nominatformen finns också underarten R. c. caucasitor.